# تپه ولمه ۳
تپه ولمه ۳ مربوط به سده‌های میانه دوران‌های تاریخی پس از اسلام است و در شهرستان ازنا، بخش جاپلق، دهستان جاپلق شرقی، ۱۳۵۰ متری شمال شرقی روستای گنجه واقع شده، و این اثر در تاریخ ۷ اسفند ۱۳۸۶ با شمارهٔ ثبت ۲۱۳۸۱ به‌عنوان یکی از آثار ملی ایران به ثبت رسیده است.